# Lubomin (Stare Bogaczowice)
Lubomin je vesnice v Dolnoslezském vojvodství v gmině Stare Bogaczowice v Polsku. Nachází se na jihu země severozápadně od města Valbřich. Zastavěná část má podlouhlý tvar. Prostředkem vede silnice číslo 376 a protéká potok. Nachází se zde kostel a hřbitov.

## Galerie

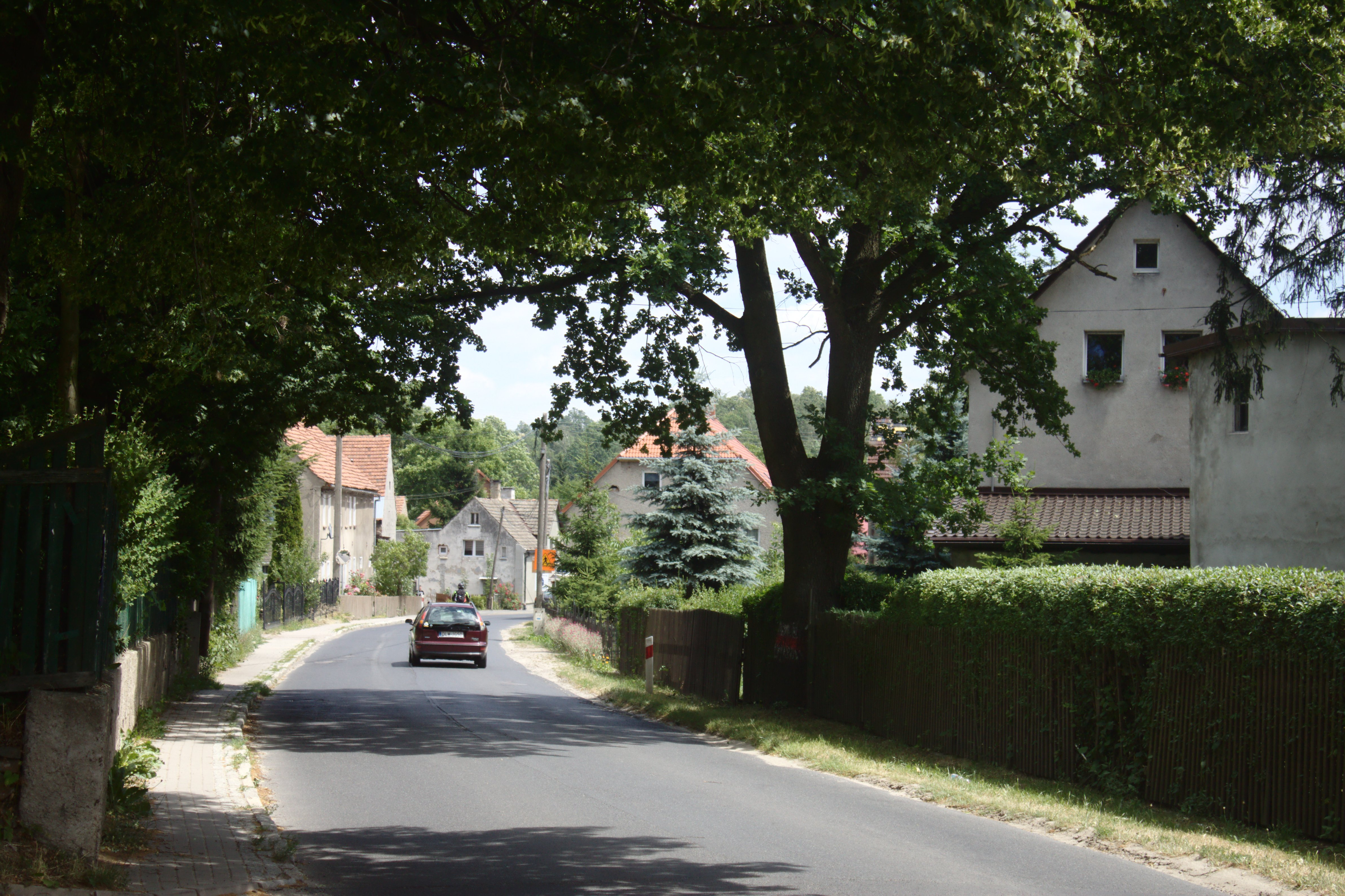
Silnice
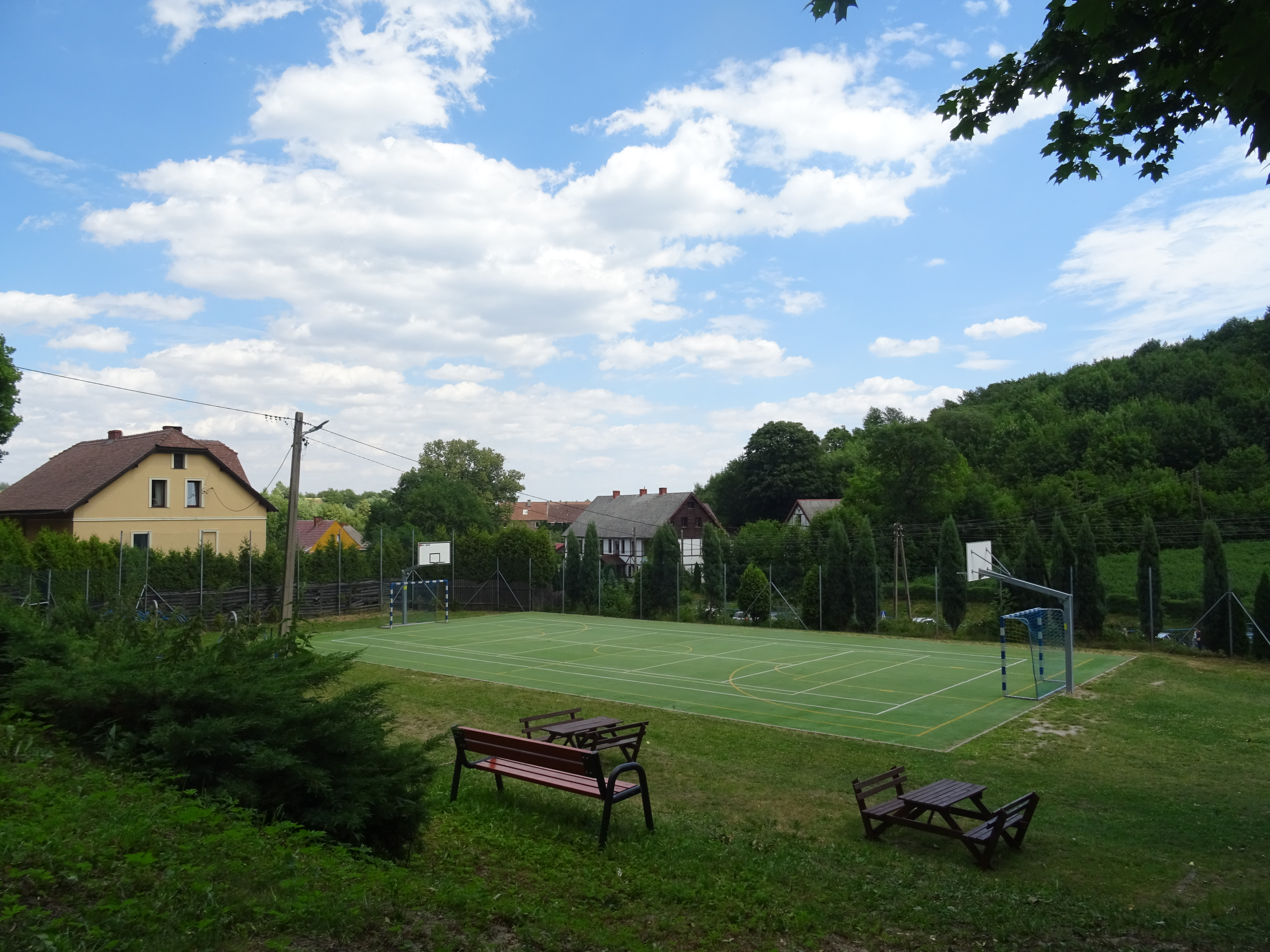
Sportovní hřiště
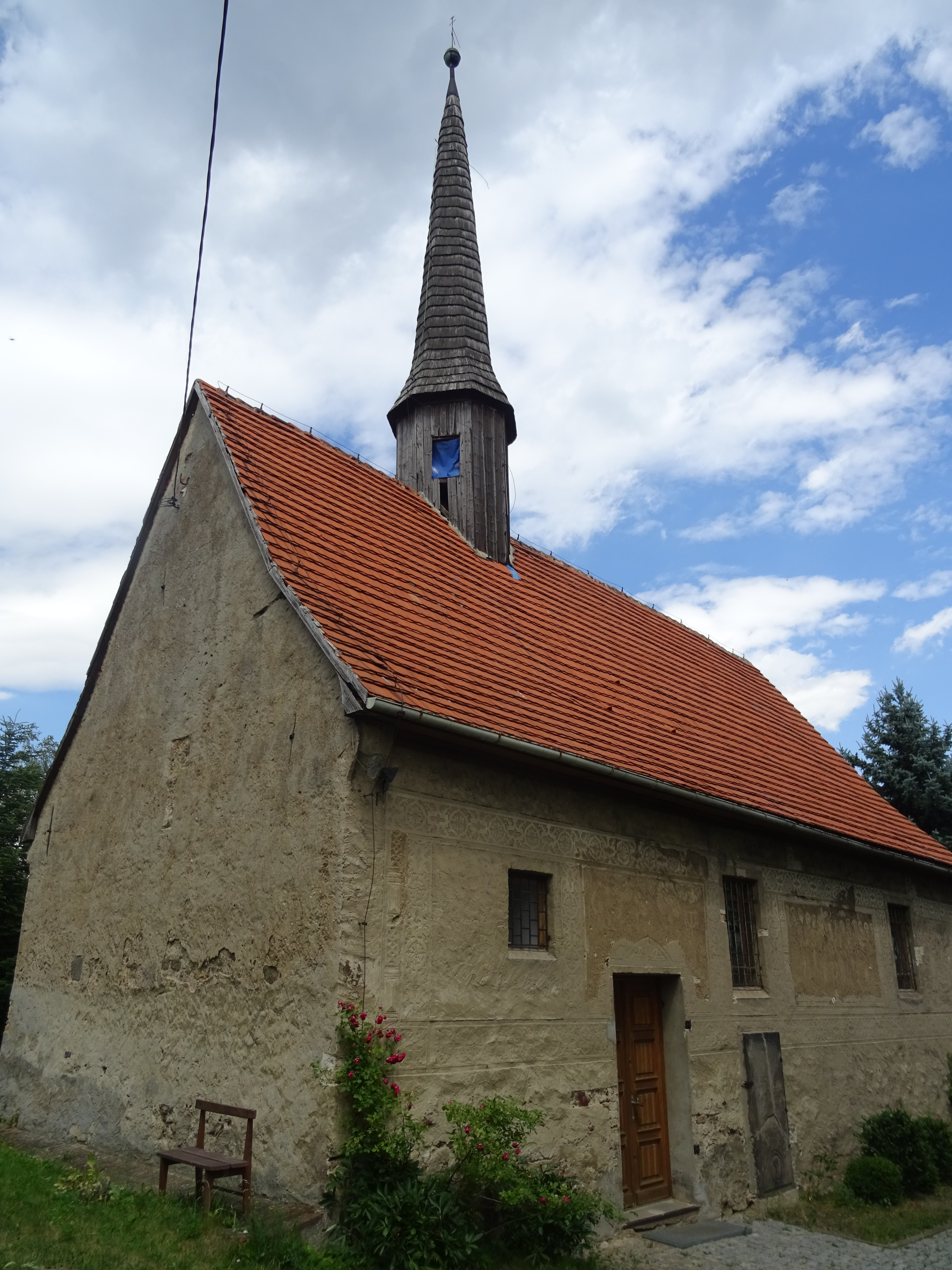
Kostel
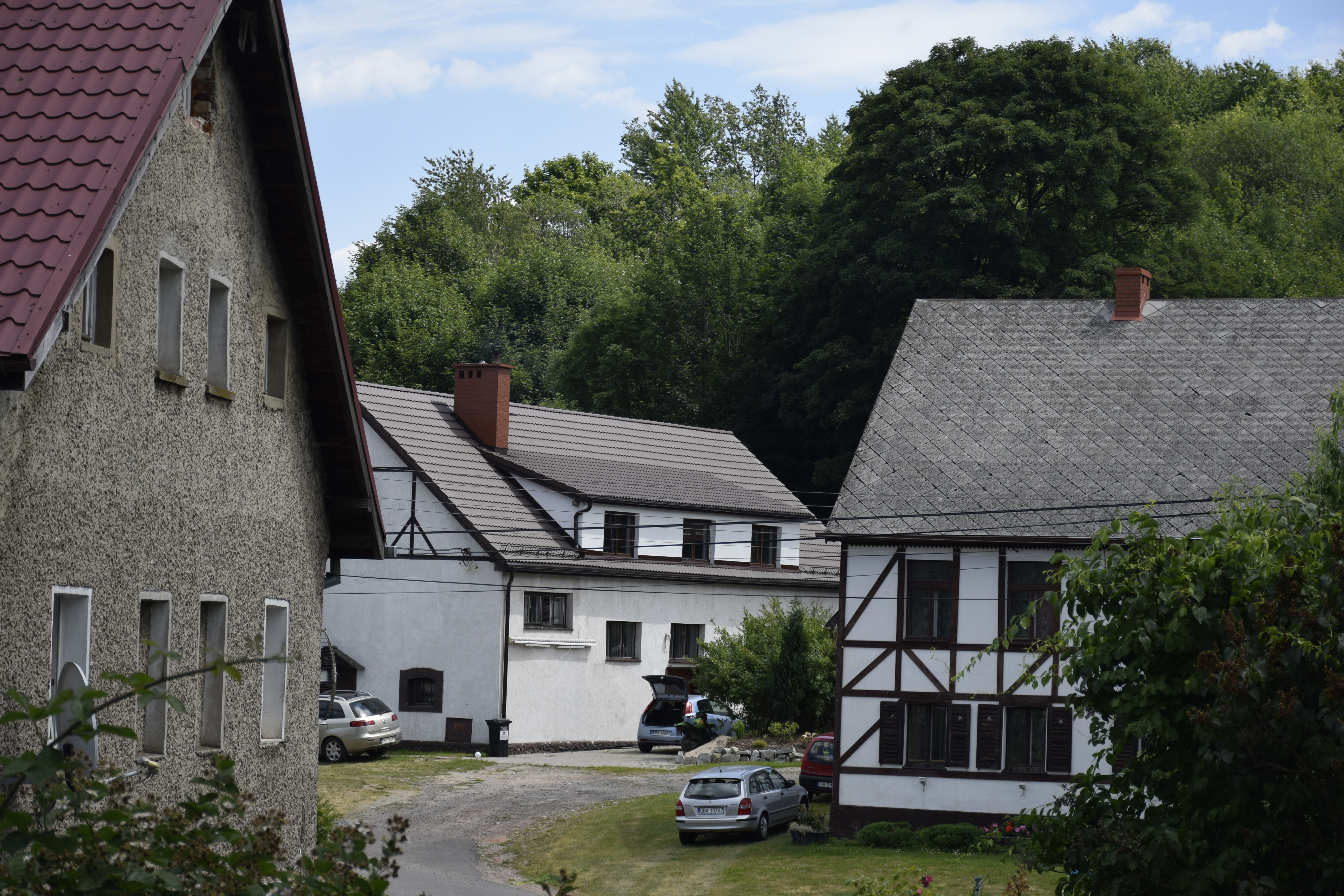
Domy